# 薩蘇拉峰
46°41′30.4″N 9°59′44.1″E / 46.691778°N 9.995583°E

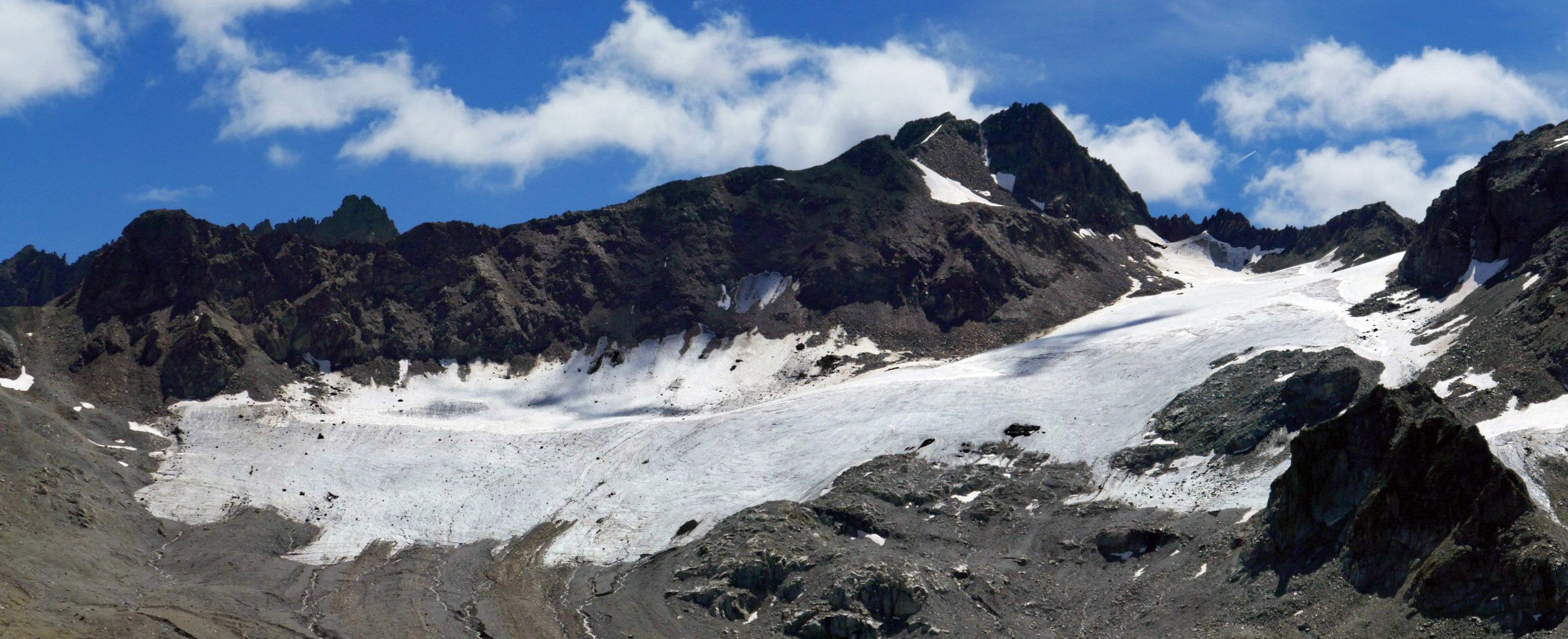

薩蘇拉峰（Piz Sarsura），是瑞士的山峰，位於該國東南部，由格勞賓登州負責管轄，屬於阿爾布拉山脈的一部分，處於瓦德雷峰以東，海拔高度3,178米。